# سانتیاگو لیبوس
سانتیاگو لیبوس (انگلیسی: Santiago Lebus؛ زادهٔ ۱۸ ژوئیهٔ ۱۹۹۶) بازیکن فوتبال اهل آرژانتین است.